# Pilar (Surigao du Nord)
Pour les articles homonymes, voir pilar.
Pilar est une localité de la province de Surigao du Nord, aux Philippines. En 2015, elle compte 9 752 habitants.